# Australopithecus afarensis
Australopithecus afarensis var en sydapa och möjlig förmänniska från Afrika, som levde för cirka 3,7 till 2,9 miljoner år sedan. Trolig förfader till människan. Kallas populärt Lucy eftersom man spelade The Beatles sång Lucy in the Sky with Diamonds under utgrävningen i Hadar i Afar-regionen i Etiopien hösten 1974, då Donald Johanson hittade de tre miljoner år gamla skelettresterna av världens mest berömda förmänniska och den viktigaste referenspunkten för dagens evolutionsforskning. Arten kallades åren 1950-1970 , med stöd av betydligt mindre välbevarade skelettrester, för "Megantropus africanus".

## Beskrivning
A. afarensis var en könsdimorfistisk upprättgående förmänniska som möjligen levde nära sjöar, havsstränder och vattendrag där den hittade föda. Den klättrade också utmärkt och hade inga problem med att springa på alla fyra.
Mått
- längd: cirka 1,50 meter
- vikt: 30-70 kg,
- hjärnvolym: 400-500 cm³.

Fynd(Cirka 120 individer)
- År 1939, hittade Ludwig Kohl-Larsen fossil i Laetoli i Tanzania. Detta slumpfynd kallades 1950 Megantropus africanus och bytte namn först i slutet av 1970-talet.
- Mary Leakey hittade i Laetoliområdet (Tanzania) fotspår av två upprättgående individer av A. afarensis i 3,5 miljoner år gammal vulkanaska som förstenats.
- Ett fynd av en familj, 13 individer, som man först trodde hade överraskats vid någon typ av katastrof. Senare har dock de forskare som gjorde fynden sagt att individerna mycket väl kan ha dött vid olika tillfällen.
- Resterna efter en tvåbent varelse som levde för 4 miljoner år sedan har påträffats i Afar-regionen, ungefär sex mil från den plats där man 1974 hittade Lucy. Bruce Latimer, chef för det naturhistoriska museet i Ohio, höll tillsammans med sin kollega Yohannes Haile-Selassie, Addis Abeba, en presskonferens 5 mars 2005 i Addis Abeba, Etiopien, där man berättade om fynden, som har mycket god kvalitet och bland annat utgörs av ett helt skenben, delar av ett lårben, revben, delar av ryggraden, ett nyckelben, bäckenbenet och ett helt skulderblad. Den här individen var större än Lucy och har längre ben, trots att den är cirka en miljon år äldre.[1] Detta är revolutionerande uppgifter och kommer att hjälpa paleontologerna förstå utvecklingen från hominider till homo sapiens. Totalt har man vid dessa utgrävningar hittat fossila rester efter tolv hominider.